# Iophon funis
Iophon funis är en svampdjursart som beskrevs av Topsent 1892. Iophon funis ingår i släktet Iophon och familjen Acarnidae. Inga underarter finns listade i Catalogue of Life.